# Ernesto il disingannato
Ernesto il disingannato è un romanzo politico di autore anonimo del 1873-1874. È il primo romanzo "borbonico" della letteratura italiana.

## Storia editoriale
Il romanzo, diviso in due parti correlate ma autonome tra loro, venne pubblicato a puntate con il titolo Il passato e il presente ossia Ernesto il disingannato sul giornale napoletano Il Trovatore, di impostazione legittimista (cioè antisabauda, tanto da essere spesso sottoposto a sequestro). La prima parte apparì tra il 5 agosto e il 15 novembre 1873 (e quindi raccolto in volume stampato dallo Stabilimento Tipografico Partenopeo); la seconda parte apparve tra il 9 giugno ed il 15 settembre 1874. Quindi venne pubblicato un volume doppio dallo stesso stampatore. Non è chiaro chi possa esserne l'autore: sono stati proposti i nomi del primo direttore del giornale, Don Saverio, di un altro collaboratore, il conte Giacomo Marulli (1822-1883), e dell'ultimo direttore, Pasquale Tomas (che era anche il proprietario della testata). Un altro autore – o ispiratore – potrebbe essere stato il repubblicano (e quindi antisabaudo) Giovanni Gervasi.
Il romanzo è stato ripubblicato per la prima volta in tempi moderni nel 2017 dall'editore Vincenzo D'Amico.

## Trama
Napoli, 1858. Ernesto, giovane idealista, di buona educazione ma sull’orlo della rovina e in procinto di suicidarsi, viene avvicinato dal benestante don Antonio, che gli offre un lavoro ben pagato come agente di un comitato segreto filounitario. Nel corso degli anni successivi la sua opera sarà fondamentale per corrompere quadri burocratici e ufficiali dell’esercito e preparare così la "passeggiata" garibaldina. Ma all’indomani del plebiscito (ottobre 1860) si rende conto che a Napoli si è stabilita la "consorteria", cioè un’alleanza tra camorristi e liberali per la spartizione del potere. La prima parte del romanzo (pubblicato nel 1873) si chiude con il tentativo del protagonista di smascherare coloro che hanno utilizzato i nomi di Patria, Unità e Libertà per arricchirsi.
Nella seconda parte (ambientata nel 1873 e pubblicata nel 1874) si seguono le vicende di Ernesto, disingannato e desideroso di riparare al male compiuto in buona fede. Il giovane mette le proprie capacità al servizio di una "internazionale" del legittimismo, che mira a restaurare i troni del Borbone di Napoli (Francesco II), del Borbone di Francia (Enrico V) e del Borbone di Spagna (il pretendente carlista Carlo VII).
Il romanzo si chiude con la descrizione della battaglia di Montejurra (7-9 novembre 1873), avvenuta durante la terza guerra carlista.

## Personaggi
Ernesto. Giovane ingenuo, ma brillante: ottiene ottimi risultati sia quando agisce per conto del comitato filounitario sia dieci anni dopo quando, profondamente pentito, opera per i gruppi legittimisti.
Erminia. Agente al servizio della massoneria, utilizza il suo fascino e le proprie entrature sociali (è una contessa) per sedurre uomini, sia per proprio conto che per la causa unitaria. Costituisce il maggior elemento da feuilleton del romanzo.
Don Antonio. Agente della massoneria, coinvolge Ernesto nei suoi traffici intuendone le potenzialità.
Don Bartolomeo. Cassiere del Comitato, avarissimo, è tra i personaggi meglio delineati del romanzo. 
Il Duca. Capo del comitato borbonico, ha una visione molto ampia: il ritorno di Francesco II di Borbone a Napoli non può avvenire da solo, ma esclusivamente in virtù di una più ampia restaurazione europea che comprenda il ristabilimento dei legittimi sovrani di Francia e di Spagna.
Carlo. Innamorato della figlia del Duca, anche se al solo fine di carpirne la cospicua dote e la futura eredità, una volta allontanato dal padre coverà una inestinguibile sete di vendetta.

## Critica
Pur non trattandosi di un capolavoro da punto di vista strettamente letterario (si tratta pur sempre di un romanzo di appendice che sia nella prima che nella seconda parte presenta un finale melodrammatico), è di estremo interesse per l’argomento trattato. 
È molto probabilmente il primo romanzo "borbonico" italiano e sicuramente il primo romanzo carlista italiano. Infatti non si possono considerare "borbonici", ma semplicemente antiliberali, antiunitari ed antisabaudi i romanzi L'Ebreo di Verona (1850), La repubblica romana (1851) e Lionello o Le società segrete (1852) di padre Antonio Bresciani e Giulio ossia un cacciatore delle Alpi nel 1859 (1863) e La poverella di Casamari (1864) di padre Raffaele Ballerini, pubblicati a puntate dalla rivista «La Civiltà cattolica».

## Curiosità
La pubblicazione in volume fu pubblicizzata più volte sul giornale Il Trovatore. Attualmente non ne rimane traccia, ma va però riportata una curiosità: all’inizio di Edoardo e Rosolina di Giuseppe Buttà troviamo scritto: «L’autore de’ Borboni di Napoli ecc., quando annunziò la continuazione di Un viaggio da Boccadifalco a Gaeta, promise che gli avrebbe dato il titolo: Il Passato e il Presente; nonpertanto ha creduto cambiarlo in questo che porta, senza alterarne la sostanza». Da ciò si evince sia che l’autore stesso considerava l'Edoardo più come un saggio che come un romanzo, sia che – forse – il testo anonimo pubblicato da Il Trovatore era abbastanza noto da consigliare a Buttà di evitare confusioni.
La struttura della vicenda, narrata seguendo il punto di vista di un liberale disingannato, (come era stato nel caso de L'Ebreo di Verona di Antonio Bresciani) verrà ripresa nell'ultimo romanzo "borbonico" di Carlo Alianello, L'inghippo (Rusconi, Milano 1973).

## Edizioni
- Il passato e il presente o Ernesto il disingannato, 2 volumi, Stabilimento Tipografico Partenopeo, Napoli 1874
- Ernesto il disingannato, a cura di Gianandrea de Antonellis, Vincenzo D’Amico, Nocera Superiore (Salerno) 2017, ISBN 9788890904975